# Джейкс, Ричард
Ричард Адриан Джейкс (англ. Richard Adrian Jacques, род. 2 апреля 1973 года, Ройал-Лемингтон-Спа, графство Уорикшир, Великобритания) — композитор и музыкальный продюсер. Известен он своим сотрудничеством с компанией Sega, в частности, созданием композиций для игр серии Sonic the Hedgehog.

## Биография
Ричард Джейкс родился 2 апреля 1973 года в британском курортном городке Ройал-Лемингтон-Спа. Вырос в семье музыкантов. С 5 лет учился игре на фортепиано, а в 9 лет начал сам писать свои песни. Окончив музыкальные школы в городах Уэлс и Колчестер, Джейкс поступил в Королевскую академию музыки при Лондонском университете.
В 1994 году молодой композитор нашёл работу в европейском отделении Sega. Здесь он принял участие в написании музыки для игр на Sega Saturn, в частности, для проектов Sonic 3D и Sonic R. До своего ухода из Sega 2001 года, Джейкс создал мелодии для автосимулятора Metropolis Street Racer и платформера Jet Set Radio. Известным композитор стал после написания вместе с Лондонским симфоническим оркестром саундтрека для приключенческого боевика Headhunter. За проделанную работу Джейкс получил ряд наград от игровых изданий, а мелодии исполнялись на симфоническом концерте в Лейпциге в 2003 году.
Помимо компьютерных игр, Ричард Джейкс также пишет музыку для сериалов и фильмов. Он принимал участие в написании мелодий для фильма «Смерть супермена» и сериала «Wright vs. Wrong».

## Игрография
| Компьютерные игры | Компьютерные игры                                   | Компьютерные игры                                             | Компьютерные игры |
| Год               | Заглавие                                            | Роль                                                          |                   |
| ----------------- | --------------------------------------------------- | ------------------------------------------------------------- | ----------------- |
| 1995              | Darxide                                             | композитор                                                    |                   |
| 1995              | F1 Challenge                                        | композитор                                                    |                   |
| 1996              | Shinobi X                                           | композитор                                                    |                   |
| 1996/1997         | Daytona USA: Championship Circuit Edition           | композитор                                                    |                   |
| 1996              | Sonic 3D                                            | композитор/звуковые эффекты                                   |                   |
| 1996/1997         | Sega Worldwide Soccer '97                           | особая благодарность                                          |                   |
| 1997/1998         | Sonic R                                             | композитор/аранжировщик/музыкальный продюсер/звуковые эффекты |                   |
| 2000              | Jet Set Radio                                       | композитор/аранжировщик                                       |                   |
| 2000              | Metropolis Street Racer                             | музыкальный продюсер                                          |                   |
| 2000              | Ecco the Dolphin: Defender of the Future            | особая благодарность                                          |                   |
| 2001              | Headhunter                                          | звукорежиссёр/композитор/аранжировщик                         |                   |
| 2002              | Jet Set Radio Future                                | композитор/аранжировщик                                       |                   |
| 2002              | Total Immersion Racing                              | композитор                                                    |                   |
| 2002              | SingStar                                            | консультант                                                   |                   |
| 2003              | OutRun 2                                            | ремиксы песен                                                 |                   |
| 2004              | Headhunter: Redemption                              | звукорежиссёр/композитор/аранжировщик                         |                   |
| 2004              | EyeToy: Play 2                                      | композитор/аранжировщик/музыкальный продюсер                  |                   |
| 2004              | SingStar Party                                      | консультант                                                   |                   |
| 2004              | Ford Racing 3                                       | композитор                                                    |                   |
| 2005              | SingStar '80s                                       | консультант                                                   |                   |
| 2005              | EyeToy: Play 3                                      | звукорежиссёр/композитор/аранжировщик                         |                   |
| 2005              | Starship Troopers                                   | композитор/аранжировщик                                       |                   |
| 2006              | Sega Rally 2006                                     | композитор                                                    |                   |
| 2006              | OutRun 2006: Coast 2 Coast                          | особая благодарность                                          |                   |
| 2006              | SingStar Anthems                                    | консультант                                                   |                   |
| 2007              | Battlestations: Midway                              | композитор/музыкальный продюсер                               |                   |
| 2007              | Mass Effect                                         | композитор/аранжировщик                                       |                   |
| 2007              | Pursuit Force: Extreme Justice                      | композитор/аранжировщик/музыкальный продюсер                  |                   |
| 2008              | Super Smash Bros. Brawl                             | супервайзер                                                   |                   |
| 2008              | The Club                                            | композитор/аранжировщик/музыкальный продюсер                  |                   |
| 2008              | Conflict: Denied Ops                                | композитор                                                    |                   |
| 2008              | Sega Superstars Tennis                              | звукорежиссёр/композитор/аранжировщик/особая благодарность    |                   |
| 2008              | Sonic Chronicles: The Dark Brotherhood              | композитор                                                    |                   |
| 2008              | Hasbro Family Game Night                            | композитор                                                    |                   |
| 2008              | SingStar ABBA                                       | консультант                                                   |                   |
| 2009              | Sonic and the Black Knight                          | композитор                                                    |                   |
| 2009              | Battlestations: Pacific                             | композитор                                                    |                   |
| 2010              | Alice in Wonderland: An Adventure Beyond the Mirror | композитор/аранжировщик                                       |                   |
| 2010              | Sonic & Sega All-Stars Racing                       | особая благодарность                                          |                   |
| 2010              | 007: Blood Stone                                    | композитор/аранжировщик/музыкальный продюсер/ремиксы песен    |                   |
| 2010              | Sonic Free Riders                                   | музыкальный продюсер                                          |                   |
| 2011              | Fate of the World                                   | композитор/музыкальный продюсер                               |                   |
| 2011              | Forza Motorsport 4                                  | композитор                                                    |                   |
| 2011              | Sonic Generations                                   | композитор/ремиксы песен                                      |                   |
| 2012              | Sonic & All-Stars Racing Transformed                | музыкальный продюсер/ремиксы песен                            |                   |
| 2013              | Alice in Wonderland: A New Champion                 | композитор                                                    |                   |
| 2014              | Sonic Boom: Rise of Lyric                           | композитор/ремиксы песен                                      |                   |
| 2014              | Sonic Boom: Shattered Crystal                       | композитор/ремиксы песен                                      |                   |
| 2015              | Sonic Boom: Fire & Ice                              | композитор                                                    |                   |
| 2021              | Guardians of the Galaxy                             | композитор                                                    |                   |
| Фильмы и сериалы  |                                                     |                                                               |                   |
| Год               | Заглавие                                            | Роль                                                          |                   |
| 2006              | «Смерть супермена»                                  | композитор                                                    |                   |
| 2011              | «Don't Scare the Hare»                              | композитор                                                    |                   |
| 2013              | «Wright vs. Wrong»                                  | композитор                                                    |                   |
| 2013              | «Beat the Pack»                                     | композитор                                                    |                   |
| 2013              | «Catch Phrase»                                      | композитор                                                    |                   |